# Beorn Nijenhuis

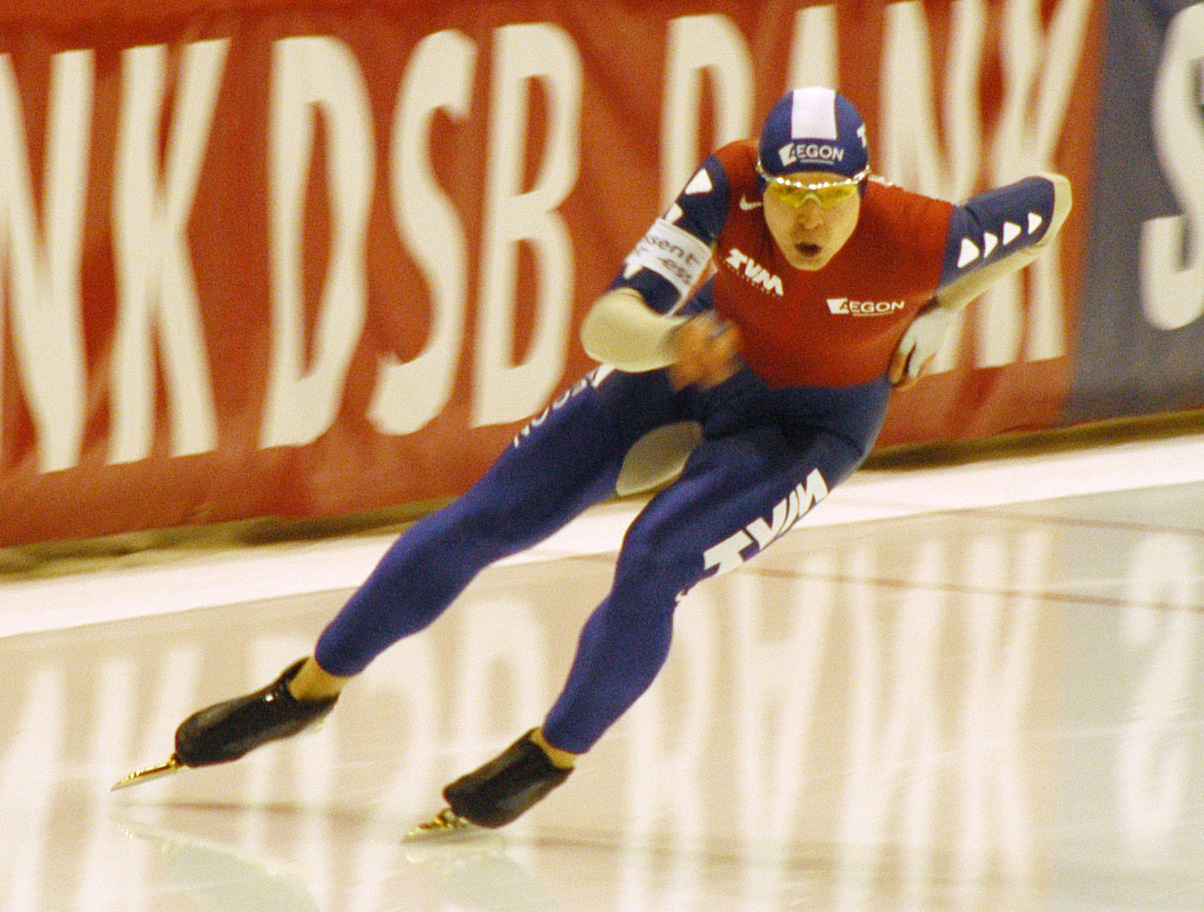
Beorn Nijenhuis beim Weltcup in Heerenveen 2008

Beorn Nijenhuis (* 2. April 1984 in Rocky Mountain House, Alberta, Kanada) ist ein niederländischer Eisschnellläufer.
Mit 13 Jahren zog er von Kanada, wo er mit dem Eisschnelllauf begonnen hatte, in die Niederlande. Ein Jahr später erhielt er seine niederländische Staatsbürgerschaft und kurze Zeit später begann er für die Niederlande Wettkämpfe zu bestreiten.
Er ist ein hervorragender 1000-Meter- und 1500-Meter-Läufer. So wurde er im Gesamtweltcup 2004/2005 Zweiter über 1000 Meter und Dritter über 1500 Meter. Bei den Einzelstreckenweltmeisterschaften 2005 in Inzell wurde er Dritter über 1500 Meter.
Bei seinen ersten Olympischen Spielen im Jahr 2006 in Turin konnte er an die Leistungen des Vorjahres nicht anknüpfen und so belegte er den 35. Platz über 500 Meter und den 12. Platz über 1000 Meter.